# Carlotta d'Assia-Darmstadt
Carlotta Guglielmina Cristiana Maria d'Assia-Darmstadt (Darmstadt, 5 novembre 1755 – Hannover, 12 dicembre 1785) fu, attraverso il matrimonio, Duchessa di Meclemburgo-Strelitz.

## Biografia
Carlotta era figlia del principe Giorgio d'Assia-Darmstadt (1722–1782), e di sua moglie Maria Luisa Albertina, figlia del conte Cristiano Carlo Reinardo di Leiningen-Dachsburg-Falkenburg-Heidesheim.
Inizialmente venne fidanzata al Principe Pietro Federico Guglielmo di Oldenburg. Tuttavia la promessa, dopo l'inizio della malattia mentale di Pietro, venne sciolta.
Carlotta sposò successivamente a Darmstadt, il 28 settembre del 1784, il Duca Carlo di Meclemburgo-Strelitz. Egli s'era stato in precedenza sposato con la sorella maggiore di Carlotta, Federica, cosicché ella divenne la matrigna dei suoi stessi cinque nipoti, i soli sopravvissuti della numerosa figliolanza della sorella. La coppia visse nell'Hannover, dove Carlo svolgeva le mansioni di governatore, per conto del cognato, il re Giorgio III. Carlotta morì il 12 dicembre 1785 per la tubercolosi la stessa malattia che uccise la sorella Federica, dopo un solo anno di matrimonio. Carlo rinunciò allora al suo incarico di governatore dell'Hannover, e si trasferì presso la suocera a Darmstadt, affidandole la cura dei propri figli.

## Discendenza
Dal matrimonio con Carlo nacque un solo figlio:
- Carlo (1785–1837), Generale e Presidente del Consiglio di Stato prussiano.

## Ascendenza
|                                                                          |                                               |                                                      | Genitori                                                   |  |  | Nonni |  |  | Bisnonni                             |  |  | Trisnonni                          |  |
|                                                                          |                                               |                                                      |                                                            |  |  |       |  |  | 8. Ernst Ludwig von Hessen-Darmstadt |  |  | 16. Ludwig VI von Hessen-Darmstadt |  |
|                                                                          |                                               |                                                      |                                                            |  |  |       |  |  | 8. Ernst Ludwig von Hessen-Darmstadt |  |  | 16. Ludwig VI von Hessen-Darmstadt |  |
|                                                                          |                                               | 17. Elisabeth Dorothea von Sachsen-Gotha-Altenburg   |                                                            |  |  |       |  |  | 8. Ernst Ludwig von Hessen-Darmstadt |  |  |                                    |  |
| 4. Ludwig VIII von Hessen-Darmstadt                                      |                                               |                                                      |                                                            |  |  |       |  |  | 8. Ernst Ludwig von Hessen-Darmstadt |  |  |                                    |  |
|                                                                          |                                               | 9. Dorothea Charlotte von Brandenburg-Ansbach        | 18. Albrecht II von Brandenburg-Ansbach                    |  |  |       |  |  |                                      |  |  |                                    |  |
|                                                                          |                                               | 9. Dorothea Charlotte von Brandenburg-Ansbach        | 18. Albrecht II von Brandenburg-Ansbach                    |  |  |       |  |  |                                      |  |  |                                    |  |
|                                                                          |                                               | 9. Dorothea Charlotte von Brandenburg-Ansbach        | 19. Sophie Margarete von Öttingen                          |  |  |       |  |  |                                      |  |  |                                    |  |
| 2. Georg Wilhelm von Hessen-Darmstadt                                    |                                               | 9. Dorothea Charlotte von Brandenburg-Ansbach        |                                                            |  |  |       |  |  |                                      |  |  |                                    |  |
|                                                                          |                                               | 10. Johann Reinhard III von Hanau-Lichtenberg        | 20. Johann Reinhard II von Hanau-Lichtenberg               |  |  |       |  |  |                                      |  |  |                                    |  |
|                                                                          |                                               | 10. Johann Reinhard III von Hanau-Lichtenberg        | 20. Johann Reinhard II von Hanau-Lichtenberg               |  |  |       |  |  |                                      |  |  |                                    |  |
|                                                                          |                                               | 10. Johann Reinhard III von Hanau-Lichtenberg        | 21. Anna Magdalena von Pfalz-Birkenfeld-Bischweiler        |  |  |       |  |  |                                      |  |  |                                    |  |
| 5. Charlotte von Hanau-Lichtenberg                                       |                                               | 10. Johann Reinhard III von Hanau-Lichtenberg        |                                                            |  |  |       |  |  |                                      |  |  |                                    |  |
|                                                                          |                                               | 11. Dorothea Friederike von Brandenburg-Ansbach      | 22. Johann Friedrich von Brandenburg-Ansbach               |  |  |       |  |  |                                      |  |  |                                    |  |
|                                                                          |                                               | 11. Dorothea Friederike von Brandenburg-Ansbach      | 22. Johann Friedrich von Brandenburg-Ansbach               |  |  |       |  |  |                                      |  |  |                                    |  |
|                                                                          |                                               | 11. Dorothea Friederike von Brandenburg-Ansbach      | 23. Johanna Elisabeth von Baden-Durlach                    |  |  |       |  |  |                                      |  |  |                                    |  |
| 1. Charlotte von Hessen-Darmstadt                                        |                                               | 11. Dorothea Friederike von Brandenburg-Ansbach      |                                                            |  |  |       |  |  |                                      |  |  |                                    |  |
|                                                                          | 12. Johann von Leiningen-Dachsburg-Falkenburg | 24. Georg Wilhelm von Leiningen-Dachsburg-Falkenburg |                                                            |  |  |       |  |  |                                      |  |  |                                    |  |
|                                                                          | 12. Johann von Leiningen-Dachsburg-Falkenburg | 24. Georg Wilhelm von Leiningen-Dachsburg-Falkenburg |                                                            |  |  |       |  |  |                                      |  |  |                                    |  |
|                                                                          | 12. Johann von Leiningen-Dachsburg-Falkenburg | 25. Anne Elisabeth von Daun-Falkenstein              |                                                            |  |  |       |  |  |                                      |  |  |                                    |  |
| 6. Christian Carl Reinhard von Leiningen-Dachsburg-Falkenburg-Heidesheim | 12. Johann von Leiningen-Dachsburg-Falkenburg |                                                      |                                                            |  |  |       |  |  |                                      |  |  |                                    |  |
|                                                                          |                                               | 13. Johanna Magdalene von Hanau-Lichtenberg          | 26. Johann Reinhard II von Hanau-Lichtenberg (= 20)        |  |  |       |  |  |                                      |  |  |                                    |  |
|                                                                          |                                               | 13. Johanna Magdalene von Hanau-Lichtenberg          | 26. Johann Reinhard II von Hanau-Lichtenberg (= 20)        |  |  |       |  |  |                                      |  |  |                                    |  |
|                                                                          |                                               | 13. Johanna Magdalene von Hanau-Lichtenberg          | 27. Anna Magdalena von Pfalz-Birkenfeld-Bischweiler (= 21) |  |  |       |  |  |                                      |  |  |                                    |  |
| 3. Maria Luise Albertine zu Leiningen-Dagsburg-Falkenburg                |                                               | 13. Johanna Magdalene von Hanau-Lichtenberg          |                                                            |  |  |       |  |  |                                      |  |  |                                    |  |
|                                                                          |                                               | 14. Ludwig zu Solms-Rödelheim                        | 28. Johann August zu Solms-Rödelheim                       |  |  |       |  |  |                                      |  |  |                                    |  |
|                                                                          |                                               | 14. Ludwig zu Solms-Rödelheim                        | 28. Johann August zu Solms-Rödelheim                       |  |  |       |  |  |                                      |  |  |                                    |  |
|                                                                          |                                               | 14. Ludwig zu Solms-Rödelheim                        | 29. Eleonore Barbara Marie Cratz von Scharffenstein        |  |  |       |  |  |                                      |  |  |                                    |  |
| 7. Katharina Polyxena zu Solms-Rödelheim                                 |                                               | 14. Ludwig zu Solms-Rödelheim                        |                                                            |  |  |       |  |  |                                      |  |  |                                    |  |
|                                                                          |                                               | 15. Charlotte Sibylle von Ahlefeldt-Rixingen         | 30. Friedrich von Ahlefeldt                                |  |  |       |  |  |                                      |  |  |                                    |  |
|                                                                          |                                               | 15. Charlotte Sibylle von Ahlefeldt-Rixingen         | 30. Friedrich von Ahlefeldt                                |  |  |       |  |  |                                      |  |  |                                    |  |
|                                                                          |                                               | 15. Charlotte Sibylle von Ahlefeldt-Rixingen         | 31. Maria Elisabeth von Leiningen-Dagsburg-Hartenburg      |  |  |       |  |  |                                      |  |  |                                    |  |
|                                                                          |                                               | 15. Charlotte Sibylle von Ahlefeldt-Rixingen         |                                                            |  |  |       |  |  |                                      |  |  |                                    |  |